# Klaus Geiger (Physiker)
Klaus Wilhelm Geiger (* 26. April 1921 in Berlin; † 23. Januar 2013 in Ottawa) war ein deutsch-kanadischer Atomphysiker.

## Leben
Geiger wurde als Sohn des bekannten Physikers Hans Geiger (Geigerzähler) geboren und studierte ebenfalls Physik ab 1940 an der Technischen Hochschule Berlin sowie nach dem Krieg  an der Universität Tübingen, wo er 1947 mit dem Diplom-Physiker abschloss. Ab 1949 war er als wissenschaftlicher Mitarbeiter am Max-Planck-Institut für Chemie in Mainz und wurde 1951 mit der Arbeit Untersuchung künstlich radioaktiver Isotope von Rubidium und Blei von der Universität Mainz zum Dr. rer. nat. promoviert.
1952 wanderte Geiger nach Kanada aus und wurde Hilfsarbeiter im Weltallstrahlenlabor des National Research Council in Ottawa. Seit 1954 war er im dortigen Röntgen- und Atomstrahlenlabor fest angestellt. 1958 wurde er dort Associate Research Officer, 1963 Senior Research Officer und 1972 Principal Research Officer. Im März 1985 trat er in den Ruhestand, war aber weiterhin als Gast-Wissenschaftler tätig.

## Wissenschaftliches Tätigkeitsfeld
Geiger war vor allem im Bereich der Röntgenstrahlung und Atomstrahlen mit zahlreichen, sehr spezifischen Veröffentlichungen tätig und forschte darüber hinaus auch über:
- Kosmische Strahlung
- Neutronenfluss – Neutronenstandardisierung – Neutronenspektrum
- Hochenergiepartikel
- Dosimetrie (Elektronen, Neutronen, Photonen)
- nukleare Spektroskopie

Weiterhin war er an der Erstellung und Übersetzung von Standardwerken zur Quantenmechanik beteiligt
Geiger war Mitglied der Canadian Association of Physics.